# رجل الدبابة

رجل الدبابة وهو يقف أمام رتل عسكري في ساحة تيانانمن.

صورة ستوارت فرانكلين

رجل الدبابة (بالصينية: 王维林) (المعروف أيضًا باسم المتظاهر المجهول أو الثائر المجهول)، هو اللقب الذي أطلق على رجل صيني مجهول الهوية وقف أمام رتل من الدبابات كانت في طريقها لمغادرة ساحة تيان آن من في وسط العاصمة الصينية بكين في الخامس من شهر يونيو عام 1989، صباح اليوم التالي لحادثة قمع الجيش الصيني لاحتجاجات ساحة تيان آن من بالقوة. تحركت الدبابة التي تقود الرتل العسكري مرارًا وتكرارًا في محاولة لمناورة الرجل المجهول الذي غيّر من موقع وقوفه بشكل متكرر بهدف عرقلة مسير الدبابة. صُورت الحادثة وسُربت إلى الجمهور العالمي. على الصعيد الدولي، تعتبر صورة رجل الدبابة واحدة من أشهر الصور في التاريخ. تخضع صورة رجل الدبابة، إضافة إلى الأحداث التي أدت لها، داخل الصين إلى رقابة حكومية شديدة.
لا توجد معلومات موثقة حول هوية الرجل أو حول المصير الذي لاقاه بعد عرقلته لرتل الدبابات، ويعتبر مصير طاقم الدبابة مجهولًا أيضًا. ذكر شاهد واحد على الأقل أن «رجل الدبابة» لم يكن الشخص الوحيد الذي اعترض مسير رتل الدبابات أثناء الاحتجاج. قال شاو جيانغ، الذي كان زعيمًا طلابيًا: «لقد رأيت العديد من الأشخاص يقفون في وجه الدبابات». يعتبر رجل الدبابة استثنائيًا لأنه الوحيد الذي صُوِّر وسُجِّل بالفيديو.

## الحادثة
وقعت «الحادثة»، -كما يُطلق عليها في الصين- كجزء من حركة سياسية شاركت فيها جميع المدن الصينية الرئيسية- في الزاوية الشمالية لساحة تيان آن من، بمحاذاة شارع تشانغآن، في الخامس من شهر يونيو عام 1989، بعد يوم واحد من حملة القمع العنيفة التي شنتها الحكومة الصينية ضد المحتجين في ساحة تيان آن من. وقف «رجل الدبابة» في منتصف الشارع العريض أمام رتل دبابات تايب 59. قال ستيوارت فرانكلين، الذي كان حينها في مهمة صحفية لمجلة تايم، لصحيفة نيويورك تايمز، «في مرحلة ما، أٌطلقت النيران، وتحركت الدبابات نحونا، مبتعدةً عن ساحة تيان آن من، إلى أن اعترضها متظاهر واحد». كان يرتدي قميصًا أبيضًا وسروالًا أسودًا ويحمل كيسي تسوق. أشار الرجل للدبابات، عندما اقتربت من التوقف، بأحد الأكياس، وحاولت أولى دبابات الرتل الالتفاف حول الرجل، لكنه كرر اعتراضه لمسير الدبابة اعتراضًا سلميًا. بعد محاولات الرجل المتكررة، أوقفت الدبابة القائدة للرتل محركاتها، بدلًا من سحقه، وحذت المركبات المدرعة التي كانت تتبعها حذوها. سادت حالة من الهدوء لفترة قصيرة بعد وصول الرجل والدبابات إلى طريق مسدود.
بعد أن نجح في إيقاف الرتل، صعد الرجل إلى ظهر الدبابة الساكنة، وبعد توقفه لفترة وجيزة عند حجرة السائق، ظهر في عدة لقطات فيديو وهو ينادي على طاقم الدبابة من خلال منافذ مختلفة لبرج الدبابة. تسلق بعدها فوق البرج وبدا وكأنه كان يجرى محادثة صغيرة مع أحد أفراد طاقم الدبابة من خلال كوة المدفعي. بعد انتهاء المحادثة نزل الرجل عن الدبابة. خرج قائد الدبابة لفترة وجيزة من حجرته، وأعاد بعدها تشغيل محركات الدبابة استعدادًا لمتابعة المسير. في تلك اللحظة، عاد الرجل، الذي كان مايزال واقفًا على بعد متر أو مترين من الدبابة القائدة، للوقوف في وجهها وسرعان ما وقعت مواجهة الرجل مقابل الدبابة مرة أخرى.
تظهر لقطات الفيديو شخصين اثنين يرتديان زيًا أزرقًا يسحبان الرجل، ويختفيان معه داخل الحشد القريب. وتمكن، بعد ذلك، رتل الدبابات من متابعة مسيرته. لم يتأكد شهود العيان من هوية الرجلين الذين سحبا رجل الدبابة. قال تشارلي كول، الذي كان في مهمة صحفية لمجلة نيوزويك الأمريكية، بأن الرجلين تابعين للحكومة الصينية (من رجال الشرطة)، في حين تعتقد جان وونغ، التي كانت متواجدة في ساحة تيان آن من في مهمة لصحيفة ذا غلوب أند ميل الكندية، بأن الرجلين كانا من عابري السبيل. في شهر أبريل من عام 2008، أضافت مجلة تايم «الثائر المجهول» إلى مقالة خاصة حملت عنوان «قائمة مجلة تايم لأهم 100 شخصية في القرن العشرين». وضعت نسخة مجلة تايم الصادرة في شهر نوفمبر من عام 2016 الصورة جيف ويندينير التي التقطها لرجل الدبابة ضمن «قائمة مجلة تايم لأكثر لأهم 100 صورة في التاريخ».

## وصلات خارجية
- الشاب الصيني الذي وقف امام الدبابات في احتجاجات ساحة تينامنين للمطالبة بالديمقراطية على يوتيوب